# Багдасаров Григорій Арсенович
Григорій Арсенович Багдасаров (рос. Григорий Арсенович Багдасаров; нар. 1926) — радянський футбольний арбітр. Суддя всесоюзної категорії, представляв Ташкент. Потрапив до списку найкращих суддів СРСР за підсумками сезону 1968.
Грав у футбол за ташкентські команди. З 1961 року судив ігри класу «А». Працював у Федерації футболу Узбецької РСР, відповідав за організацію та проведення змагань середньоазійської зони класу «Б». Входив до президії Всесоюзної колегії суддів.